# Gasteracantha cancriformis
Gasteracantha cancriformis é espécie de aranha orbicular (família Araneidae) com distribuição natural e ampla na América.
O nome Gasteracantha deriva das palavras gregas γαστήρ (gaster,"barriga") e ἄκανθα (acantha,"Espinho"), enquanto o epíteto específico cancriformis deriva das palavras latinas cancer (" caranguejo ") e forma (" forma, aparência ").

## Descrição
As fêmeas atingem de 5 à 9 mm de comprimento corporal e de 10 à 13 mm de largura. Os machos tem de 2 à 3 mm de comprimento, sendo mais compridos que largos.

As fêmeas tem a carapaça rígida é preta com seis projeções (espinhos) pretos ou vermelhos, duas em cada lateral e duas traseiras. Há variação de cores que cobrem a parte superior do abdomem, dando a impressão que a parte superior há pontos pretos. A cor amarela a mais comum da parte superior, mas há também indivíduos com a cor branca, laranja, vermelha e verde. Não há estudos conclusivos sobre a variedade de cores. A parte inferior do abdômen tem manchas brancas. As pernas são pretas. Os machos são semelhantes na cor, mas no lugar da cor preta, tem a cor cinza e as prejeções são menores e muitas vezes dão a impressão que tem menos quantidade de projeções.

Podem chegar a um ano de vida e a maturidade sexual em torno de 2 à 5 semanas de idade e a fêmea morre após botar 100 à 260 ovos e o macho morre alguns dias após fecundar a fêmea.

## Distribuição e habitat
Encontra-se da América do Sul até a América do Norte, sendo o limite sul do Uruguai até o norte do Peru e o limite ao norte nos Estados Unidos da América nos Estados da Carolina do Norte até a California.

Foi introduzida na Austrália (ao longo da costa leste em Victora e NSW), com várias variações de acordo com a localização) e certas ilhas nas Bahamas. Ele também foi avistado nas Ilhas Whitsunday, África do Sul e Palawan, nas Filipinas, bem como Kauai no Havaí, Antilhas e Koh Chang na costa leste da Tailândia.

Vive em áreas arbustivas e borda de florestas bem iluminadas.

## Galeria

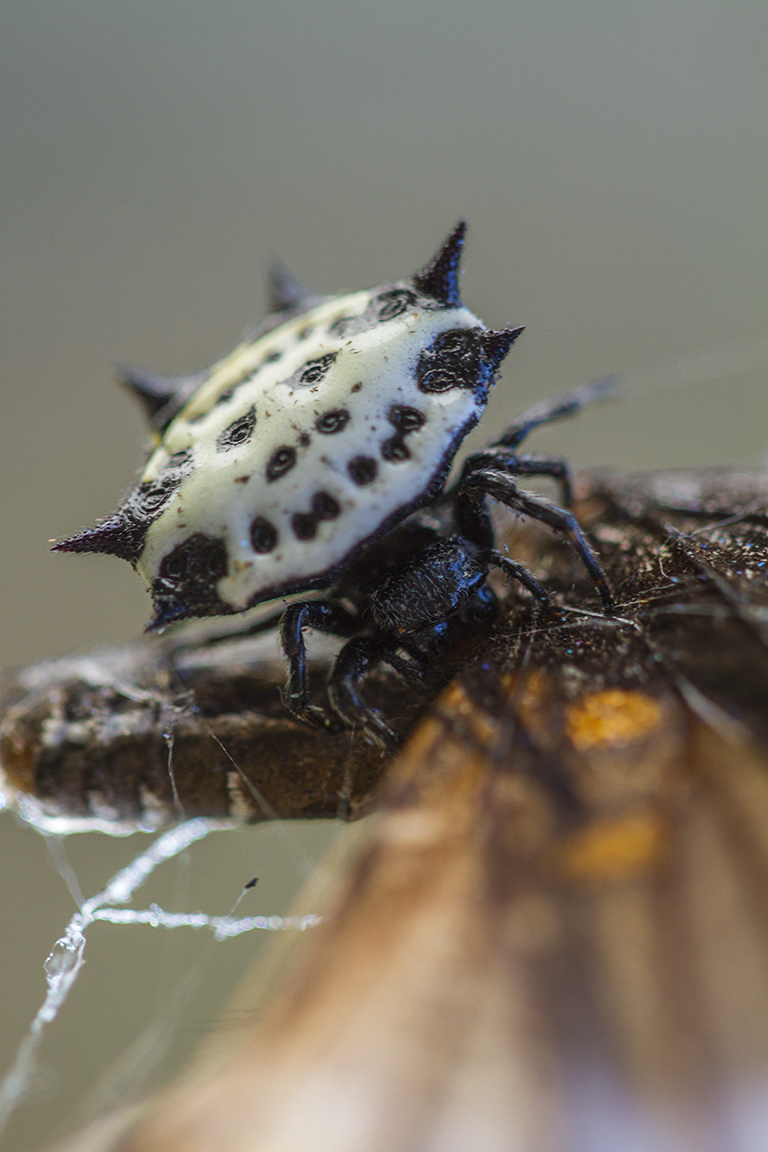
Fêmea com abdômen coberta com a cor branca e "espinhos" pretos
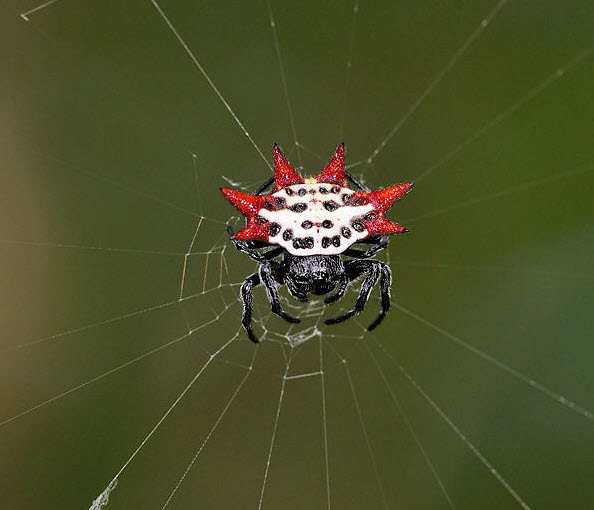
Fêmea com abdômen coberta com a cor branca e "espinhos" vermelhos
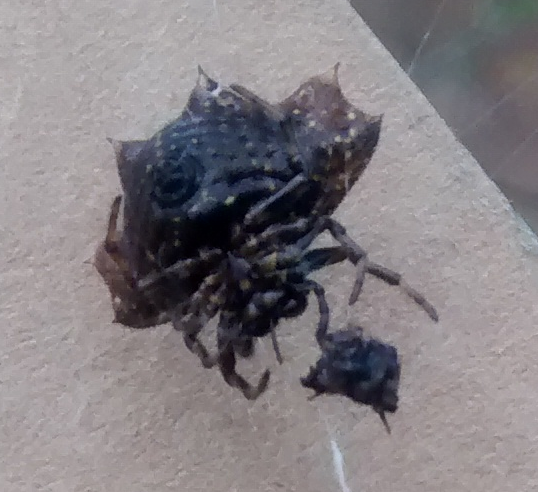
Fêmea com vista do ventre (abdômen inferior)
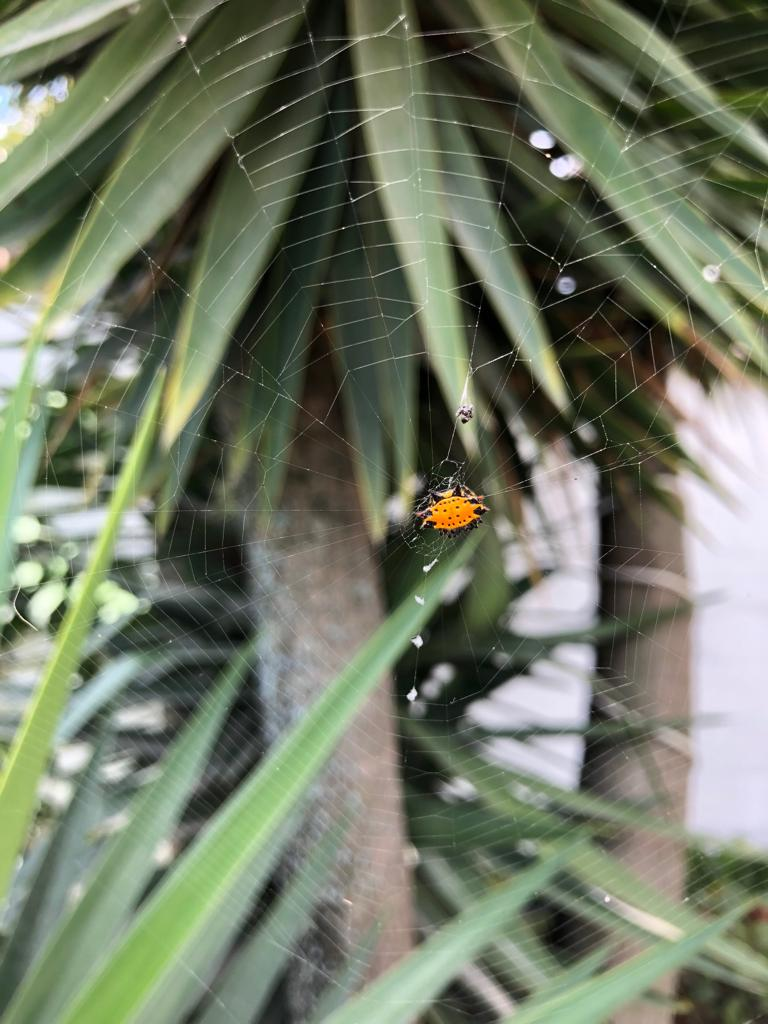
Fêmea com abdômen coberta com a cor laranja
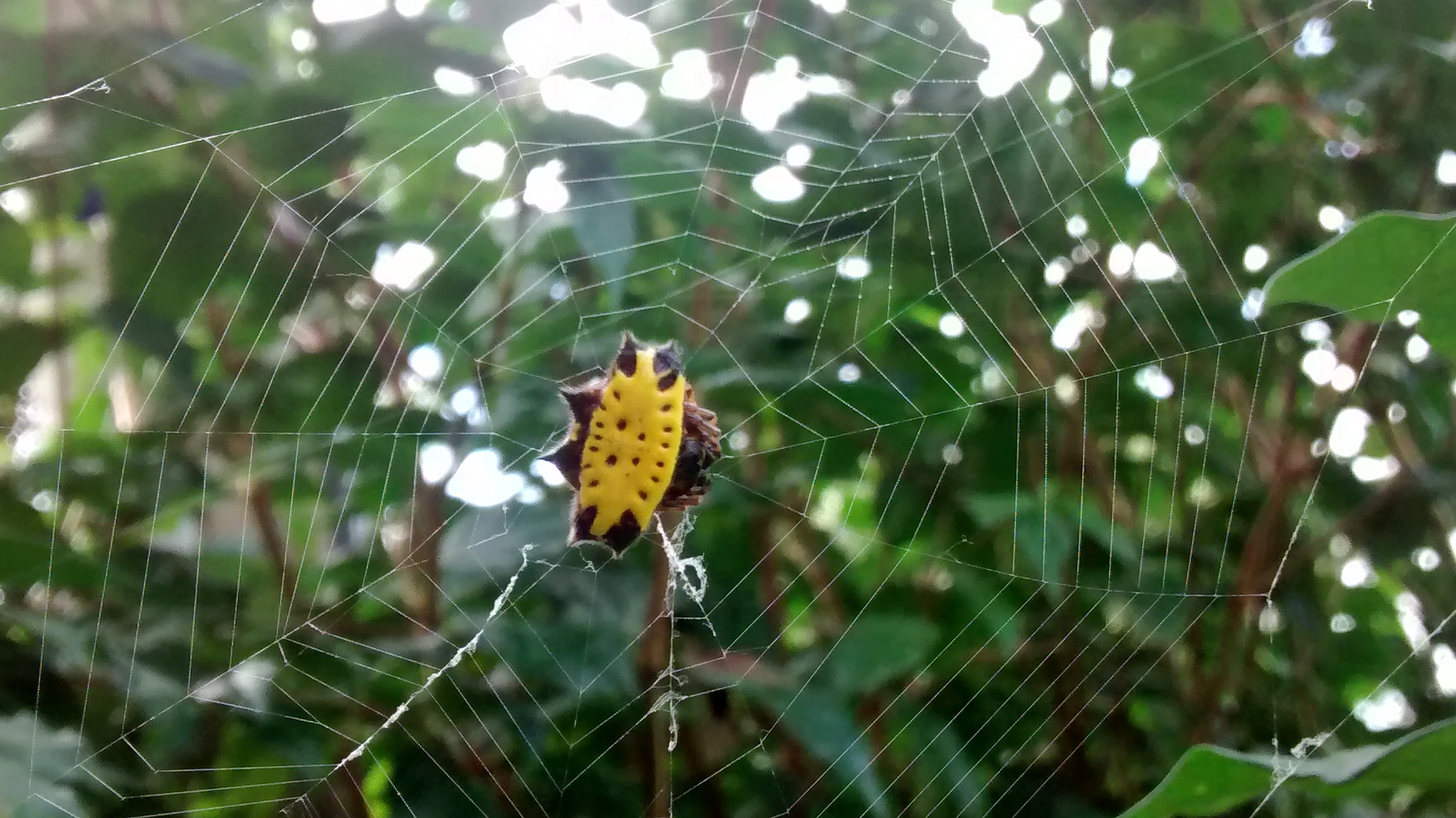
Fêmea com abdômen coberta com a cor amarela
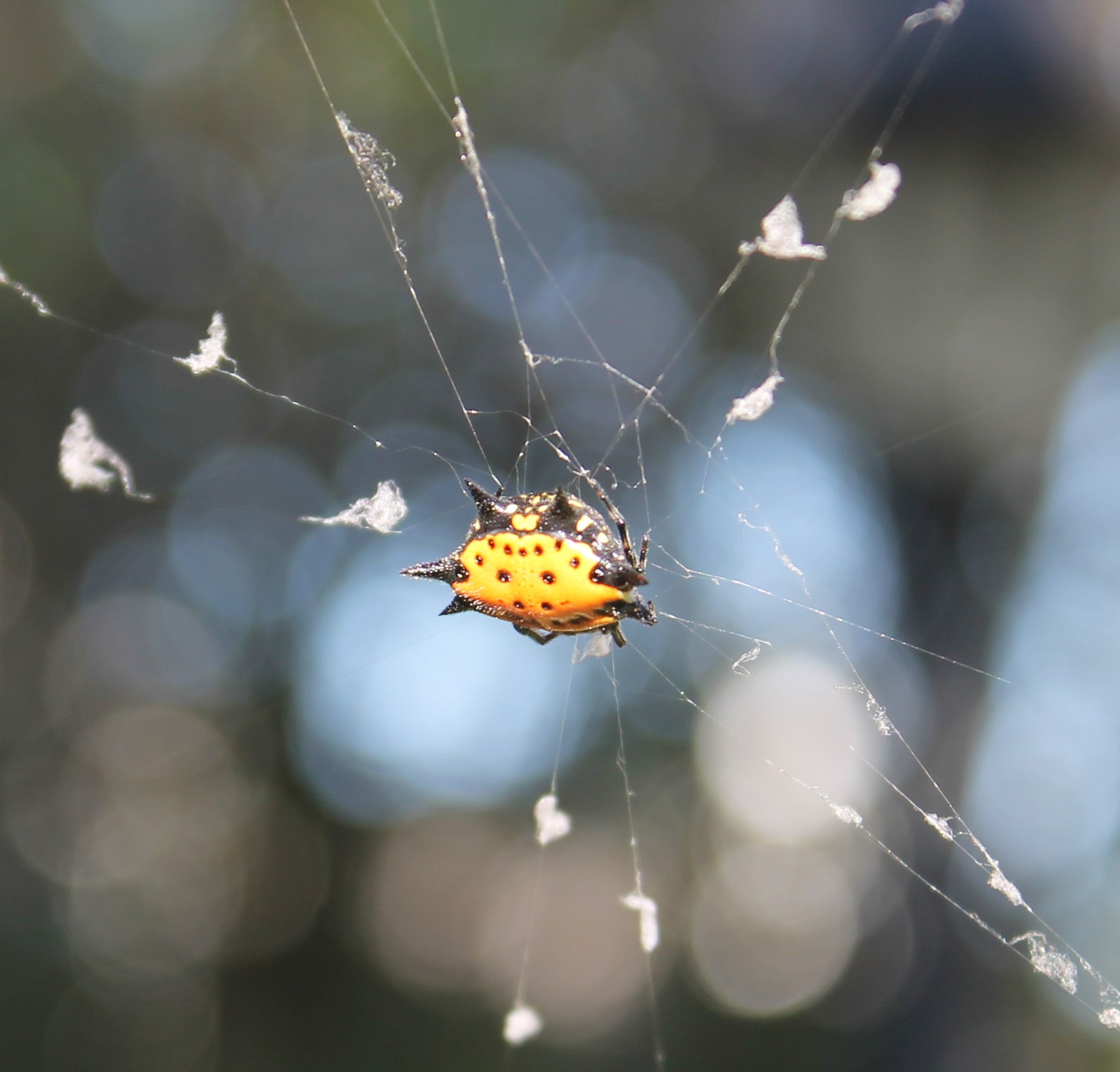
Fêmea com abdômen coberta com a cor amarela
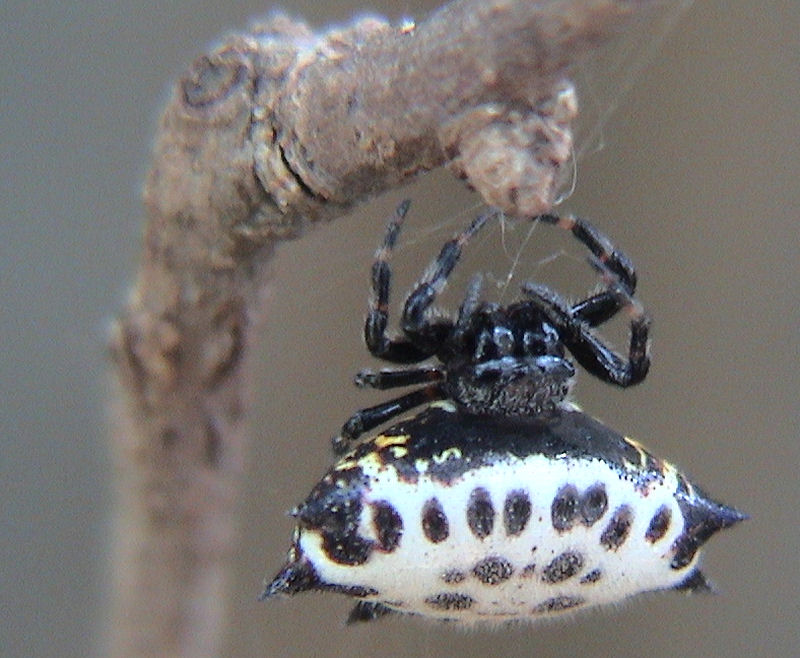
Casal
Ejeção de teia de captura sobre besouro